# Joseph Engelberger
Joseph Frederick Engelberger (Nova York, 26 de juliol de 1925―Newtown, 1 de desembre de 2015) va ser un físic, enginyer i emprenedor estatunidenc.
Conegut com el «Pare de la Robòtica Industrial». Amb l'autorització de la patent concedida a l'inventor George Devol, Engelberger va desenvolupar el primer robot industrial als Estats Units, el Unimate, en la dècada de 1950. Posteriorment va treballar com a emprenedor i gran defensor de la tecnologia robòtica, a més d'en fàbriques, en diversos camps, incloent les indústries de serveis, la cura de la salut, i l'exploració espacial.

## Biografia
El 1956, Engelberger va fundar Unimation Inc., que va ser la primera empresa del món a desenvolupar robòtica. Dos anys abans Devol ja s'havia assegurat les patents sobre la tecnologia robòtica. El primer robot industrial es va instal·lar en General Motors, en la Planta pilot Inland Fisher en Ewing (Nova Jersey) el 1961. Durant les següents dues dècades, els japonesos van prendre la iniciativa amb una forta inversió en robots per reemplaçar a les persones que realitzaven certes tasques.
La Robotics Industries Association lliura anualment el Joseph F. Engelberger Awards a "les persones que han contribuït notablement a la promoció de la ciència i la pràctica de la robòtica". El 2000 el Congrés Mundial de l'automatització es va dedicar a Engelberger, qui va pronunciar el discurs principal.
Ha estat un dels primers defensors d'una major inversió en sistemes robòtics, Engelberger ha publicat articles i va donar testimoniatge davant el Congrés sobre el valor d'ús de l'automatització a l'espai, molt abans dels èxits de la NASA i els aterratges a Mart, de Galileo i altres missions científiques espacials tripulades

## Publicacions
- Robotics in Practice (1980)
- Robotics in Service (1989)